# Saison 2022-2023 de l'Élan sportif chalonnais
La saison 2022-2023 de l'Élan sportif chalonnais est la quatrième de l'Élan chalon en Pro B.

## Transfert
| Arrivées - Savo Vučević : Entraineur - Lionel Gaudoux : Saint-Quentin (Pro B) - Samir Gbetkom-Bikantchou : Vichy Clermont (Pro B) - Luka Lapornik : KK Krka Novo Mesto (1. A SKL) - Mattias Markusson : BK Opava (NBL) - Tayler Persons : Szedeak Szeged (Nemzeti Bajnokág I/A) En cours de saison - Galen Robinson Jr : Göttingen (BBL) - Kenny Baptiste : Le Mans (Betclic Élite) - Antonio Jordano : KK Zadar (A1 Ožujsko League) | Départs - Jordan Aboudou : ? - Jonathan Augustin-Fairell : Angers (Pro B) - Mathis Dossou-Yovo : Saint-Quentin (Pro B) - Rolands Freimanis : Trefl Sopot (PLK) - Tomislav Gabrić : Kaposvári (Nemzeti Bajnokág I/A) - Babacar Niasse : Denain (Pro B) - Desmond Washington : Szedeak Szeged (Nemzeti Bajnokág I/A) En cours de saison - Galen Robinson Jr : ? - Samir Gbetkom-Bikantchou : Vichy Clermont (Pro B) - Tayler Persons : ? |

## Effectif actuel
| P.              | #  | Nat.! | Nom Prénom                 | Taille | Âge |
| --------------- | -- | ----- | -------------------------- | ------ | --- |
| Meneur          | 4  |       | Kyshawn George             | 1,75   | 19  |
| Arrière         | 5  |       | Kevin Harley               | 1,96   | 27  |
| Ailier          | 6  |       | Damien Bouquet             | 1,96   | 27  |
| Meneur          | 8  |       | Antoine Eito               | 1,86   | 33  |
| Ailier fort     | 10 |       | Kenny Baptiste             | 2,00   | 23  |
| Intérieur-pivot | 13 |       | Lionel Gaudoux             | 1,98   | 27  |
| Pivot           | 14 |       | Mattias Markusson          | 2,17   | 26  |
| Arrière-ailier  | 22 |       | Luka Lapornik              | 1,95   | 34  |
| Intérieur-pivot | 23 |       | Sitraka Raharimanantoanina | 2,08   | 20  |
| Ailier-fort     | 30 |       | Mickaël Gelabale           | 2,04   | 38  |
| Meneur          | .. |       | Antonio Jordano            | 1,90   | 24  |
| Meneur          | .. |       | Supreme Hannah             | 1,83   | 28  |

| Entraîneur   | Assistant       |
| ------------ | --------------- |
| Savo Vučević | Maxime Pacquaut |

- Galen Robinson Jr, 1 m 86 : Pigiste médical
- Samir Gbetkom-Bikantchou, 1 m 91 : Coupé
- Tayler Persons, 1 m 91 : Coupé

## Matchs

### Matchs amicaux
Avant saison
- Chalon-sur-Saône / Gries-Oberhoffen Souffelweyersheim : 79-55[1]

### Leaders Cup Pro B

#### Phase de groupes
- Châlons Reims / Chalon-sur-Saône : 80-70[2]
- Chalon-sur-Saône / Gries-Oberhoffen Souffelweyersheim : 76-72
- Gries-Oberhoffen Souffelweyersheim / Chalon-sur-Saône : 111-106[3]
- Chalon-sur-Saône / Châlons Reims : 70-69[4]

#### Phase finale

##### Quart de finale
- Chalon-sur-Saône / Angers : 67-72
- Angers / Chalon-sur-Saône : 71-65

### Championnat

#### Matchs aller
- Angers / Chalon-sur-Saône : 71-65[5]
- Chalon-sur-Saône / Boulazac : 87-73[6]
- Saint-Vallier / Chalon-sur-Saône : 81-83
- Chalon-sur-Saône / Denain : 80-67[7]
- Saint-Quentin / Chalon-sur-Saône : 93-86
- Chalon-sur-Saône / Nantes : 73-70[8]
- Chalon-sur-Saône / Orléans : 62-63
- Lille / Chalon-sur-Saône : 70-78[9]
- Saint-Chamond / Chalon-sur-Saône : 93-99[10]
- Chalon-sur-Saône / Quimper : 75-63
- Aix Maurienne / Chalon-sur-Saône : 75-76[11]
- Chalon-sur-Saône / Vichy Clermont : 88-79[12]
- Gries-Oberhoffen Souffelweyersheim / Chalon-sur-Saône : 86-75
- Chalon-sur-Saône / Antibes : 86-79[13]
- La Rochelle / Chalon-sur-Saône : 71-81[14]
- Chalon-sur-Saône / Evreux : 77-64[15]
- Châlons Reims / Chalon-sur-Saône : 78-79[16]

#### Matchs retour
- Vichy Clermont / Chalon-sur-Saône : 71-62[17]
- Chalon-sur-Saône / Angers : 82-76[18]
- Chalon-sur-Saône / La Rochelle 67-62
- Orléans / Chalon-sur-Saône : 67-84
- Évreux / Chalon-sur-Saône : 67-60
- Chalon-sur-Saône / Lille : 70-74
- Antibes / Chalon-sur-Saône : 56-70
- Chalon-sur-Saône / Châlons Reims : 81-73
- Chalon-sur-Saône / Saint-Vallier : 93-58
- Denain / Chalon-sur-Saône : 79-74
- Chalon-sur-Saône / Saint-Quentin : 68-64
- Quimper / Chalon-sur-Saône : 83-89
- Chalon-sur-Saône / Gries-Oberhoffen Souffelweyersheim : 87-88
- Nantes / Chalon-sur-Saône : 76-83
- Chalon-sur-Saône / Saint-Chamond : 98-79
- Boulazac / Chalon-sur-Saône : 78-87
- Chalon-sur-Saône / Aix Maurienne : 81-64

Extrait du classement de Pro B 2022-2023
| Rang | Équipe           | %  | J  | G  | P  | Pp   | Pc   | GA  |
| ---- | ---------------- | -- | -- | -- | -- | ---- | ---- | --- |
| 1    | Saint-Quentin    | 74 | 34 | 25 | 9  | 2679 | 2442 | 237 |
| 2    | Chalon-sur-Saône | 74 | 34 | 25 | 9  | 2693 | 2501 | 192 |
| 3    | Châlons-Reims R  | 65 | 34 | 22 | 12 | 2719 | 2546 | 173 |
| 4    | Lille            | 62 | 34 | 21 | 13 | 2915 | 2828 | 87  |
| 5    | Boulazac         | 62 | 34 | 21 | 13 | 2816 | 2741 | 75  |
| 6    | Antibes          | 59 | 34 | 20 | 14 | 2718 | 2668 | 50  |

#### Play-off d'accession

##### Quart de finale
- Chalon-sur-Saône / Angers : 82-76
- Angers / Chalon-sur-Saône : 98-78
- Chalon-sur-Saône / Angers : 77-64

##### Demi finale
- Chalon-sur-Saône / Boulazac : 87-78
- Boulazac / Chalon-sur-Saône : 83-84

##### Finale
- Chalon-sur-Saône / Châlons Reims : 70-77
- Châlons Reims / Chalon-sur-Saône : 63-72
- Chalon-sur-Saône / Châlons Reims : 83-68

### Coupe de France
- Chalon-sur-Saône / Vichy Clermont : 84-74
- Fos-sur-Mer (Betclic Élite) / Chalon-sur-Saône : 73-69

## Bilan
Pour la saison 2022-2023 voit les arrivées de Savo Vučević en tant qu'entraineur, Lionel Gaudoux, Samir Gbetkom-Bikantchou, Luka Lapornik, Mattias Markusson et Tayler Persons ; ainsi que les départs de Jordan Aboudou, Jonathan Augustin-Fairell, Mathis Dossou-Yovo, Rolands Freimanis, Tomislav Gabrić, Babacar Niasse et Desmond Washington. En cours de saison 
les arrivées de Galen Robinson Jr (pigiste médical), Kenny Baptiste, Antonio Jordano et Supreme Hannah ; ainsi que les départs Tayler Persons et Samir Gbetkom-Bikantchou. A la fin des matchs aller le club est premier (13 victoires pour 4 défaites) et le gros de la saison se résume à un mano à mano avec Saint-Quentin que le club des Hauts de France remporte en fin de saison sur le goal avérage particulier (+3) entre les deux clubs (victoire de Saint-Quentin 93 à 86 en phase aller, victoire chalonnaise  68-64 au colisée au retour) alors que les deux clubs ont fini ex-aequo (25 victoires pour 9 défaites). L'Elan Chalon gagne les play-offs d'accession après avoir éliminé Angers en quart de finale deux victoires à une, Boulazac en demi-finale deux victoires a zéro (87-78 au colisée et 84-83 à Boulazac) et Châlons Reims en finale deux victoires à une (défaite chalonnaise 77 à 70 à l'aller au colisée, victoire de l'Elan Chalon 72 à 63 à Reims au match retour et victoire finale 83 à 68 au colisée lors de la belle).

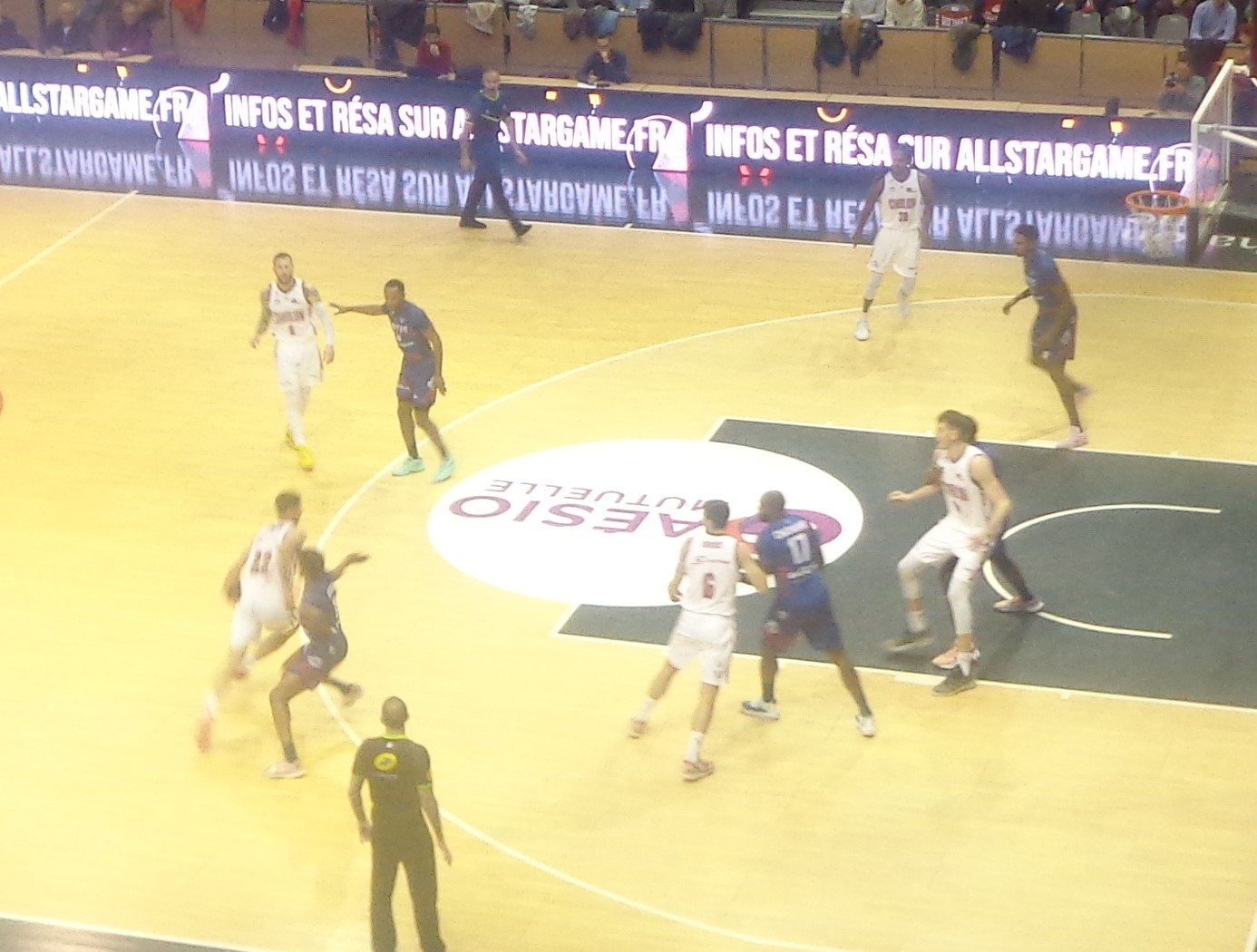
Match de Pro B en 2022 entre l'Elan Chalon et Nantes
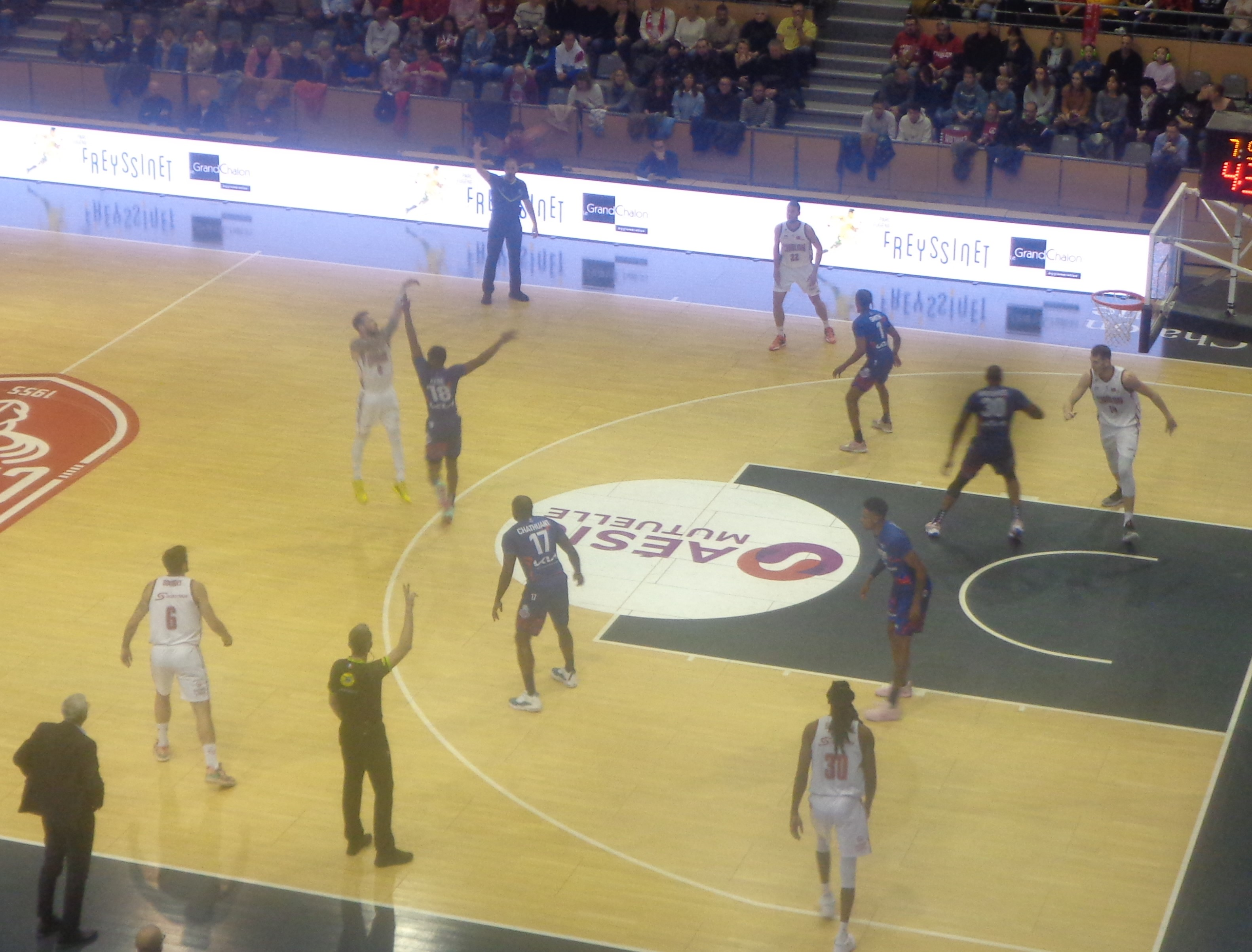
Match de Pro B en 2022 entre l'Elan Chalon et Nantes
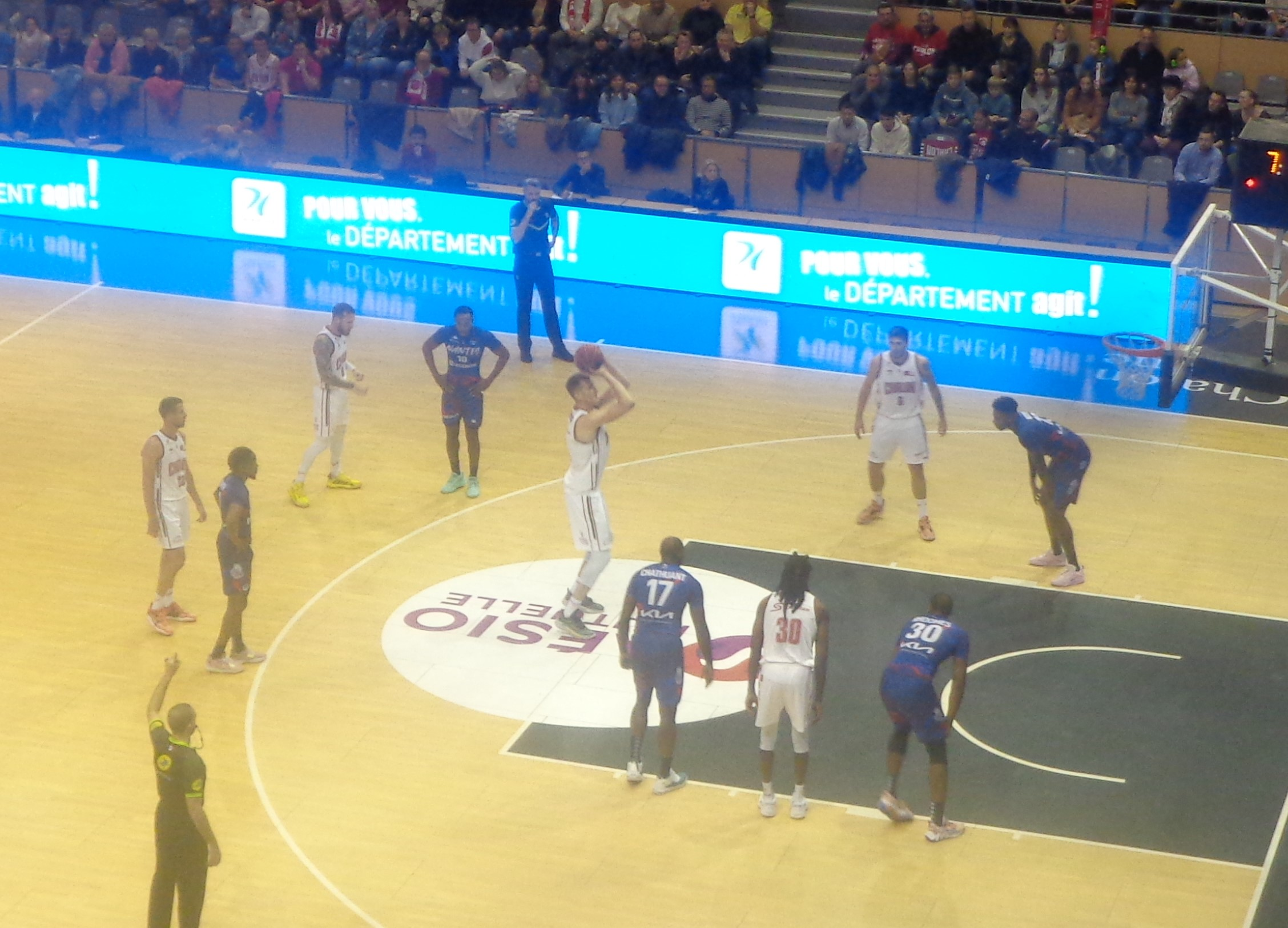
Match de Pro B en 2022 entre l'Elan Chalon et Nantes
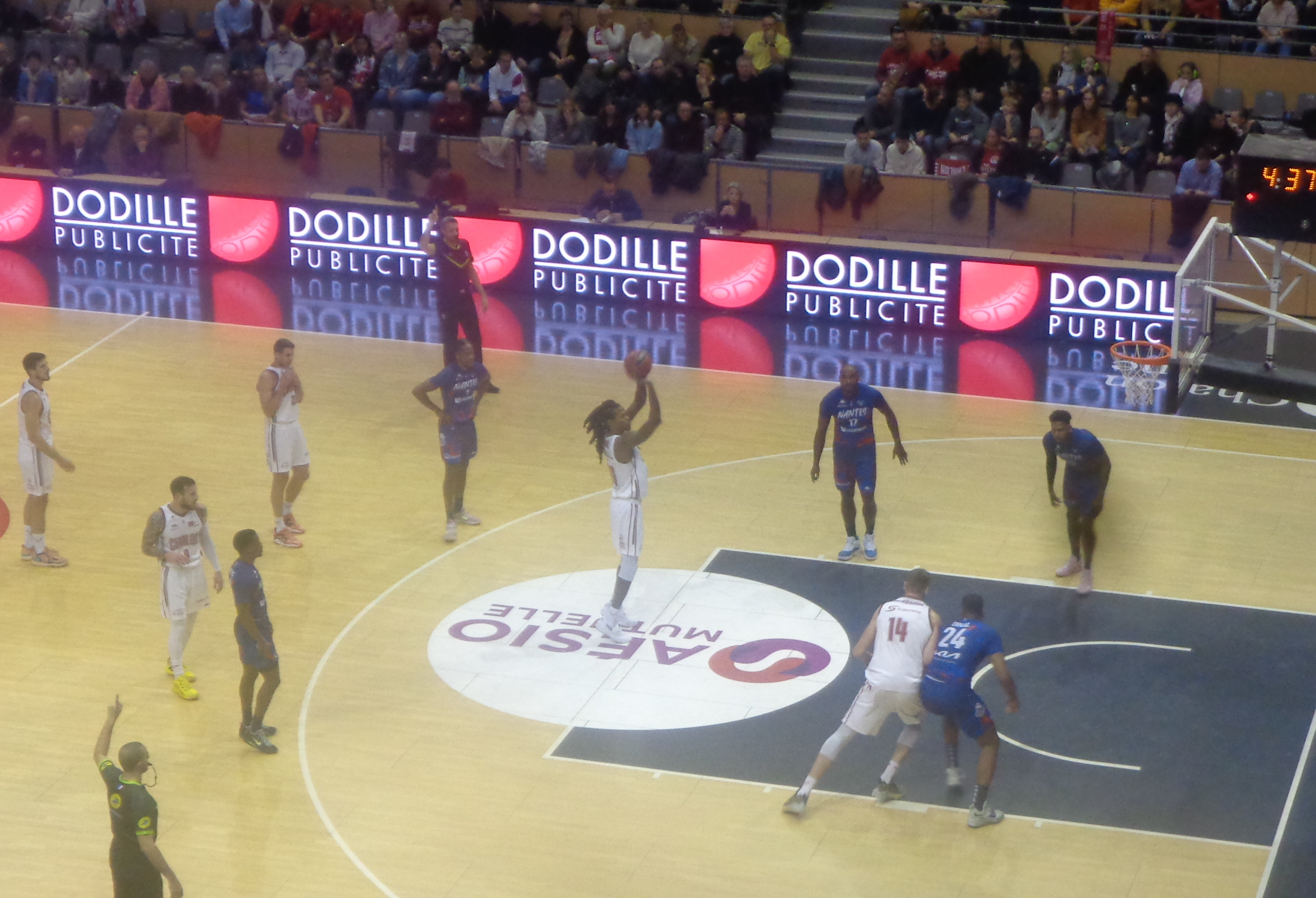
Match de Pro B en 2022 entre l'Elan Chalon et Nantes
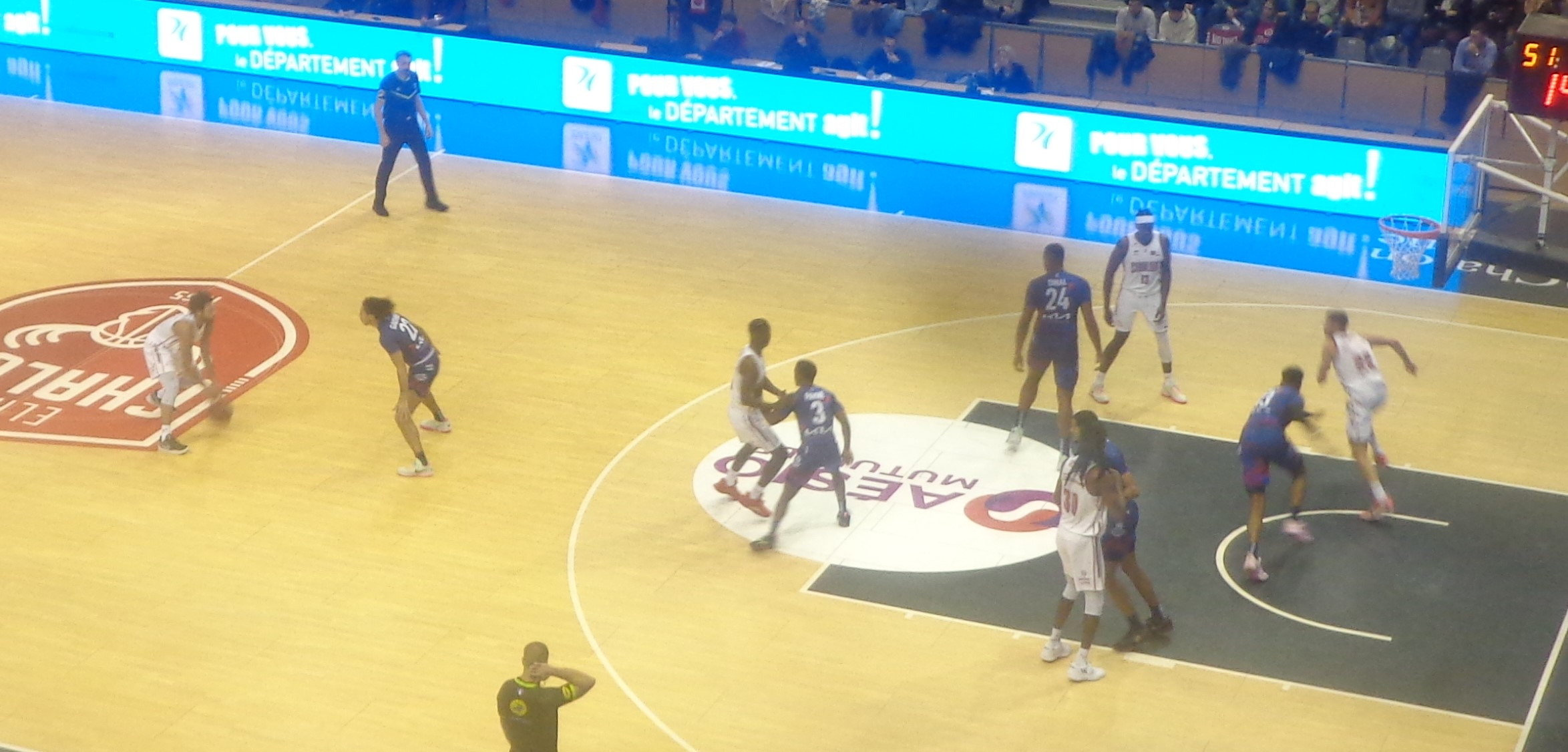
Match de Pro B en 2022 entre l'Elan Chalon et Nantes